# Радемахер, Пит
То́мас Пе́тер Ра́демахер (нем. Thomas Peter Rademacher; 20 ноября 1928, Тайетон — 4 июня 2020) — американский боксёр немецкого происхождения, представитель тяжёлой весовой категории. В первой половине 1950-х годов выступал за сборную США: чемпион летних Олимпийских игр в Мельбурне, победитель многих международных турниров и национальных первенств. В период 1957—1962 боксировал на профессиональном уровне, был претендентом на титул чемпиона мира уже в дебютном своём бою, однако победить не смог.

## Биография
Пит Радемахер родился 20 ноября 1928 года в городе Тайетон, штат Вашингтон. Во время учёбы в Вашингтонском государственном университете играл за студенческие команды по американскому футболу и бейсболу, но в конечном счёте сделал выбор в пользу бокса. Первого серьёзного успеха на ринге добился в 1949 году, когда в тяжёлом весе одержал победу на турнире «Золотые перчатки» в Сиэтле (впоследствии повторил это достижение ещё три раза). В 1953 году стал чемпионом США среди любителей, также, будучи служащим американской армии, в 1956 году завоевал золотую медаль на военном чемпионате мира, выиграл всеармейский чемпионат, добился чемпионского звания на турнире «Золотые перчатки» в Чикаго.
Благодаря череде удачных выступлений удостоился права защищать честь страны на летних Олимпийских играх в Мельбурне — его соперниками в четвертьфинале, полуфинале и финале были чех Йозеф Немец, южноафриканец Дэниэл Беккер и советский боксёр Лев Мухин. Всех троих он нокаутировал, а позже нёс знамя США на церемонии закрытия Олимпиады.
Получив олимпийскую золотую медаль, Радемахер решил попробовать себя среди профессионалов и покинул сборную (статистика в любителях 72-7), при этом начало его профессиональной карьеры получилось весьма необычным. Он сразу же бросил вызов действующему чемпиону мира Флойду Паттерсону — это беспрецедентный случай в истории профессионального бокса, когда дебютант в первом же своём бою получил право бороться за мировой титул. Матч состоялся в августе 1957 года, во втором раунде Радемахеру удалось отправить Паттерсона в нокдаун, но, несмотря на это, чемпион выглядел заметно лучше, сделал шесть нокдаунов, после чего в конце шестого раунда закончил поединок нокаутом.
Следующим соперником Радемахера стал опытный Зора Фолли, однако и этот матч закончился неудачно — нокаут в четвёртом раунде. Потерпев два поражения подряд, американец продолжил выходить на ринг, оставался действующим спортсменом вплоть до 1962 года, хотя в титульных боях больше не участвовал. Среди его противников были такие известные боксёры как Брайан Лондон, Джордж Чувало, Бадди Тёрмен, Бобо Олсон, Карл Мильденбергер и бывший чемпион мира в полутяжёлом весе Арчи Мур, тем не менее, из перечисленных он смог победить только Чувало,Тёрмена и Олсона. Всего в профессиональном боксе провёл 23 боя, из них 15 окончил победой (в том числе 8 досрочно), 7 раз проиграл в одном случае была зафиксирована ничья.
После завершения спортивной карьеры Пит Радемахер реализовал себя в торговом бизнесе, устроился на работу в компанию McNeil Corporation и к 1987 году дослужился там до поста президента. Проживая в штате Огайо, активно занимался политикой, общественной деятельностью, организовывал акции благотворительных фондов. В 1996 году вместе с двумя дочерьми участвовал в эстафете олимпийского огня, пробежав с факелом по улицам Кливленда.